# Merosargus pictithorax
Merosargus pictithorax är en tvåvingeart som beskrevs av Charles Howard Curran 1933. Merosargus pictithorax ingår i släktet Merosargus och familjen vapenflugor.
Artens utbredningsområde är Guatemala. Inga underarter finns listade i Catalogue of Life.